# Bagno a Ripoli
Bagno a Ripoli is een gemeente in de Italiaanse provincie Florence (regio Toscane) en telt 25.528 inwoners (31-12-2004). De oppervlakte bedraagt 74,1 km², de bevolkingsdichtheid is 345 inwoners per km².

## Demografie
Bagno a Ripoli telt ongeveer 9829 huishoudens. Het aantal inwoners daalde in de periode 1991-2001 met 7,9% volgens cijfers uit de tienjaarlijkse volkstellingen van ISTAT.
| Jaar | Inwoneraantal |
| ---- | ------------- |
| 1991 | 27.382        |
| 2001 | 25.232        |

## Geografie
De gemeente ligt op ongeveer 75 m boven zeeniveau.
Bagno a Ripoli grenst aan de volgende gemeenten: Fiesole, Firenze, Greve in Chianti, Impruneta, Pontassieve, Rignano sull'Arno.

## Externe link

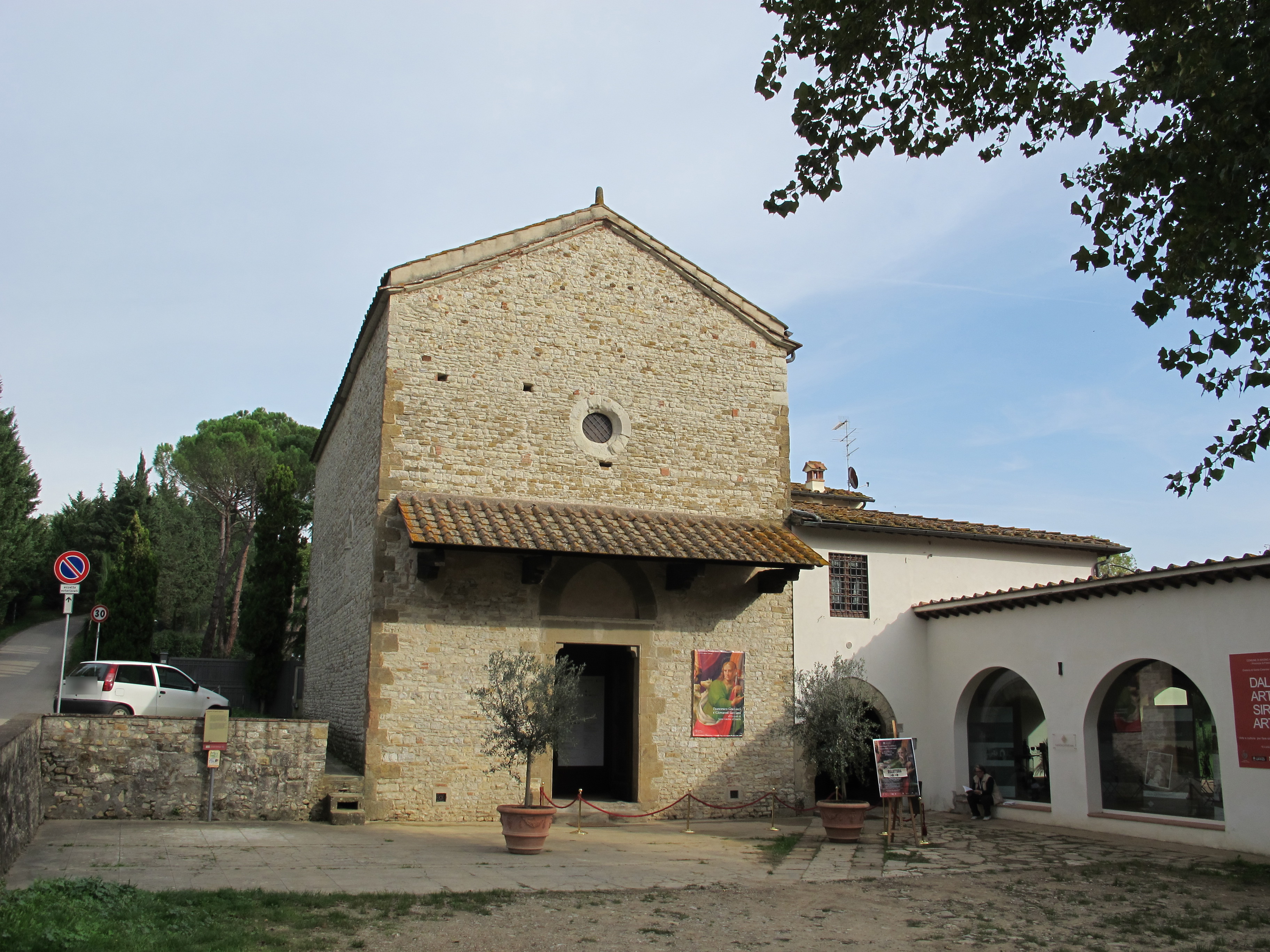
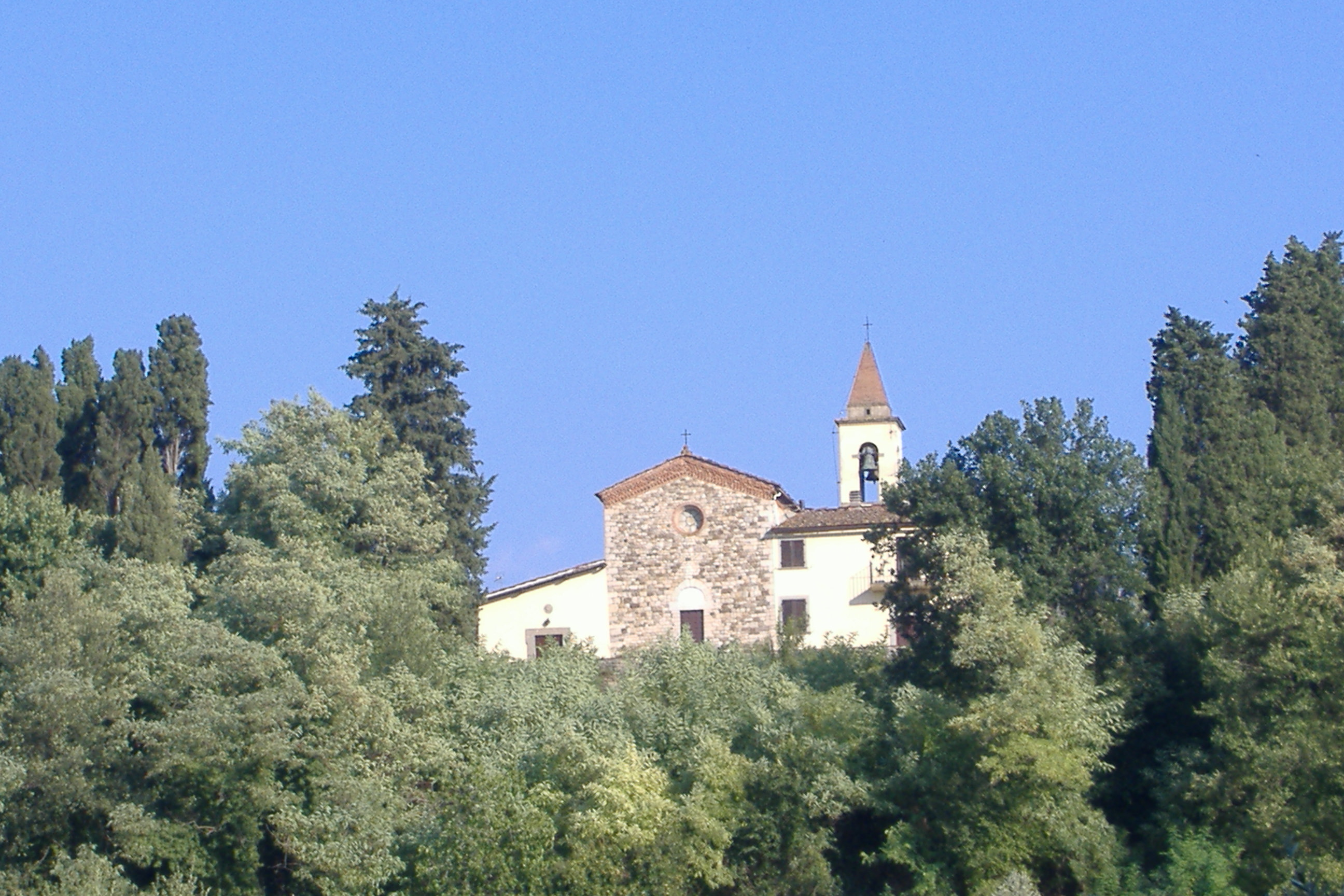
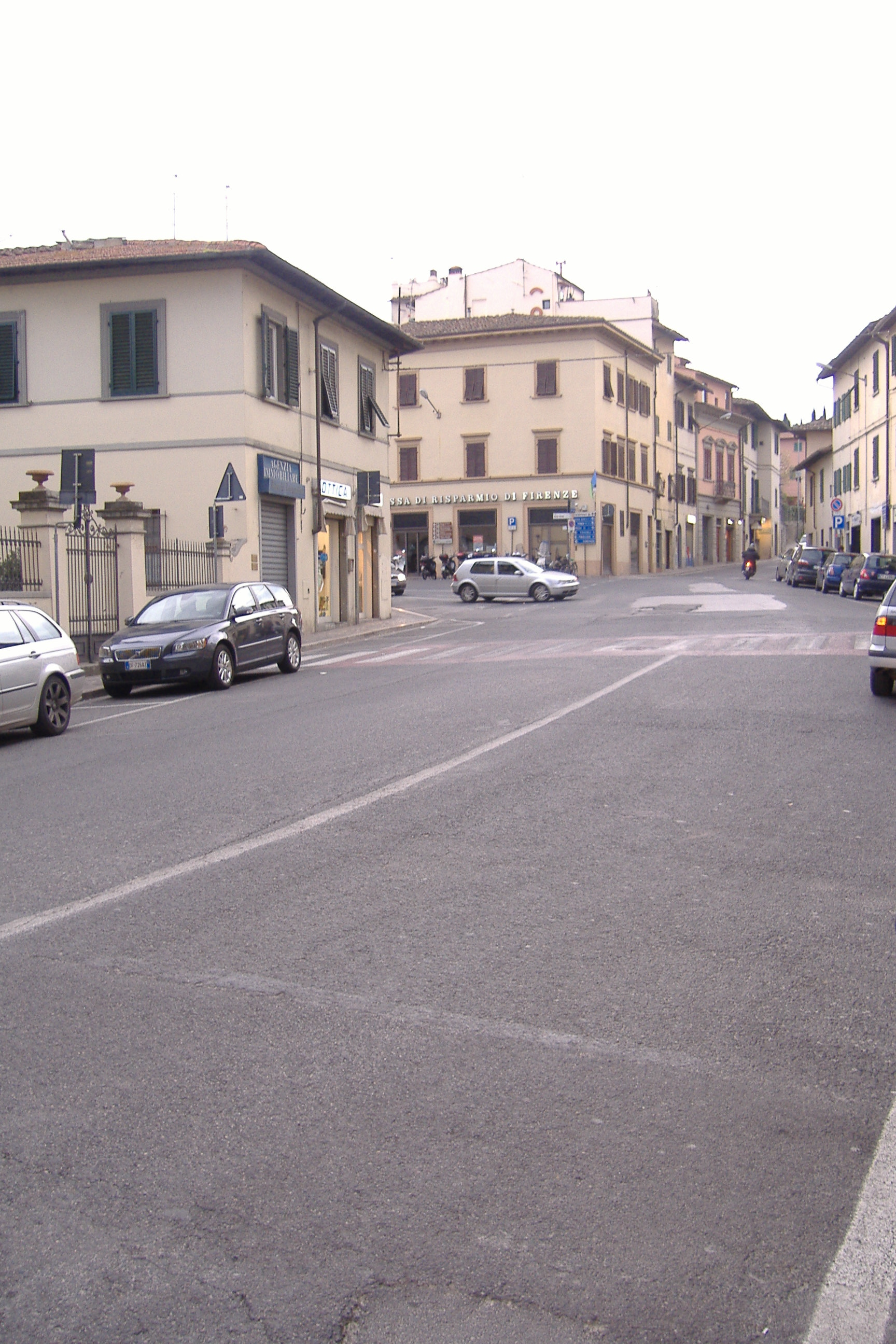
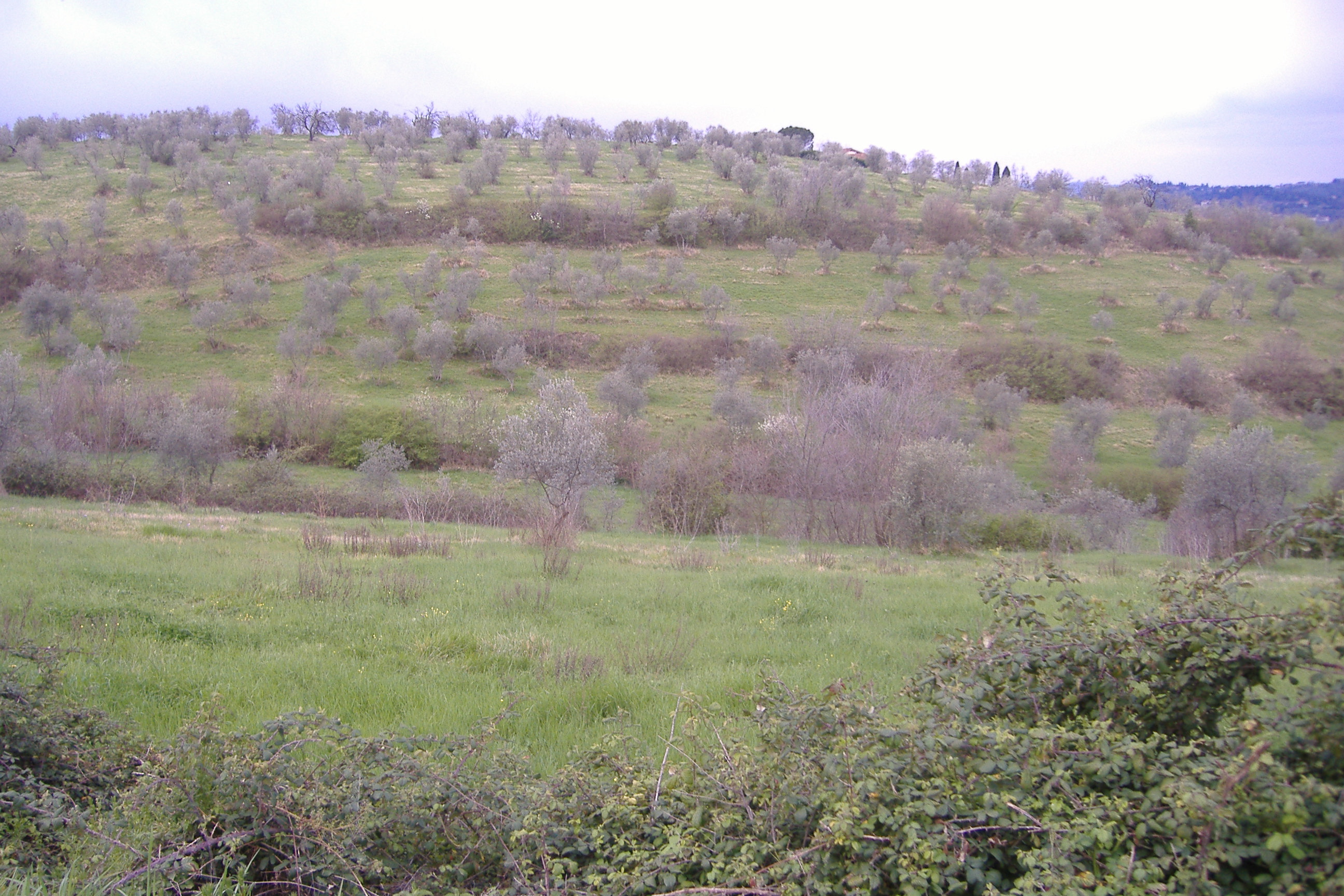
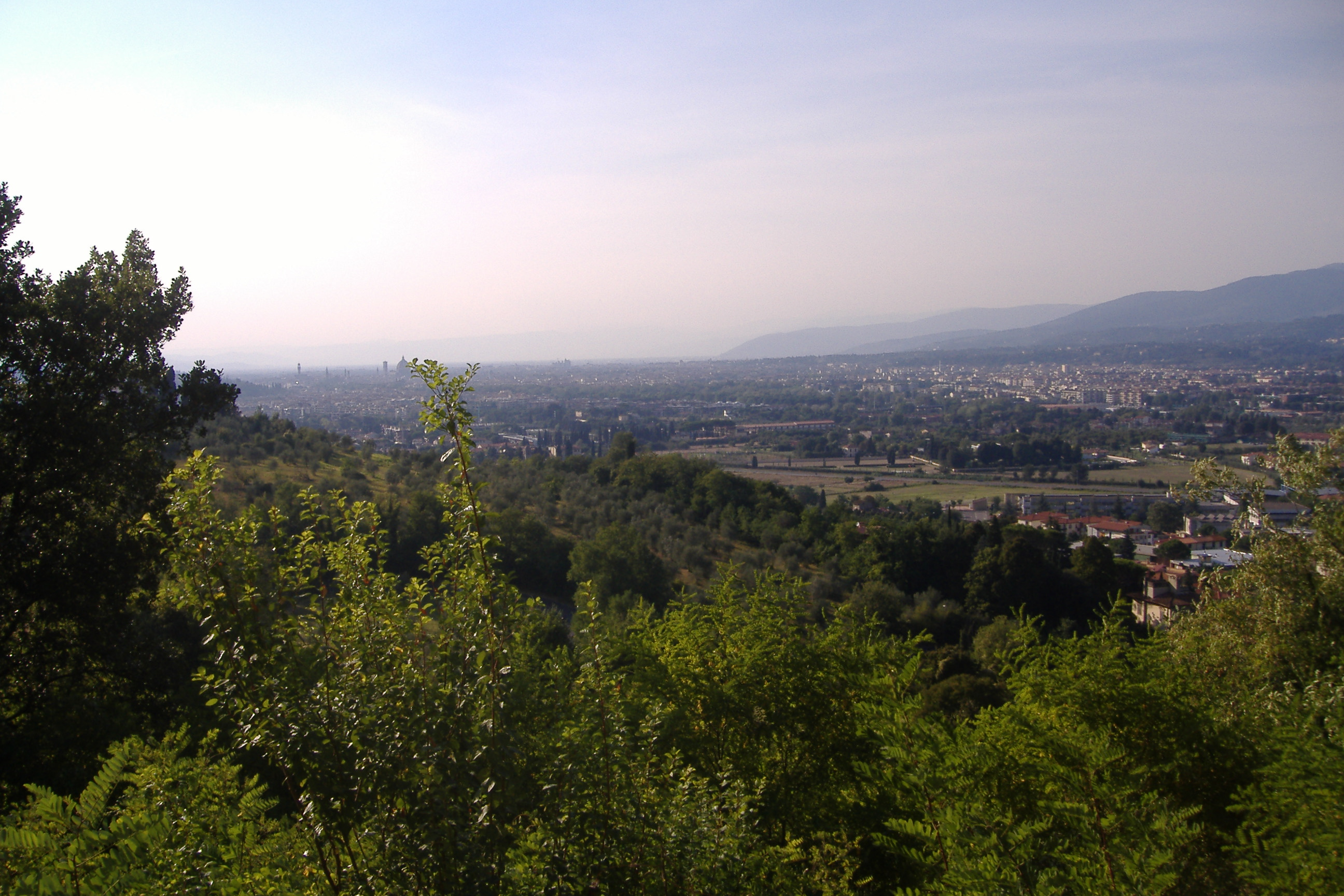
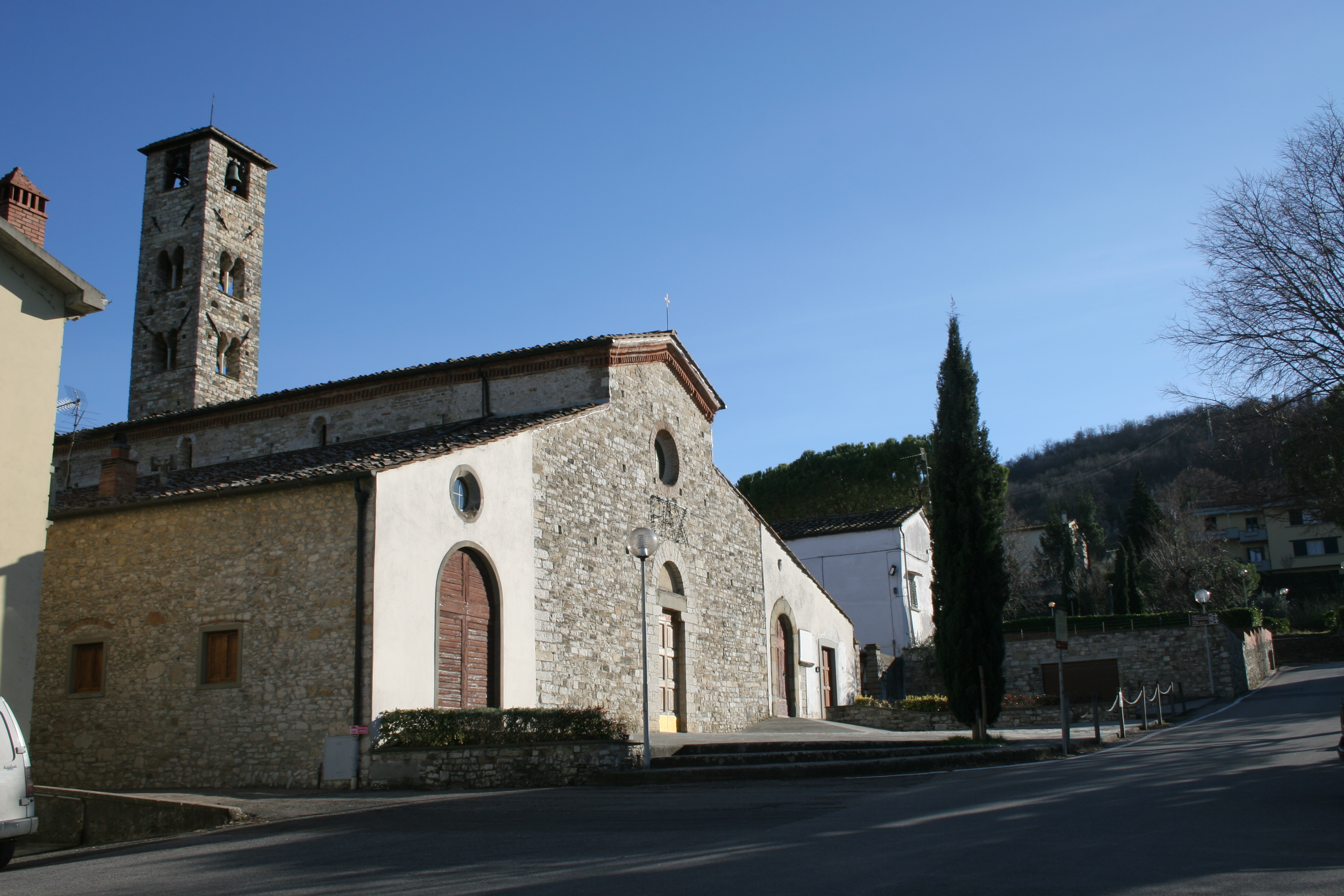
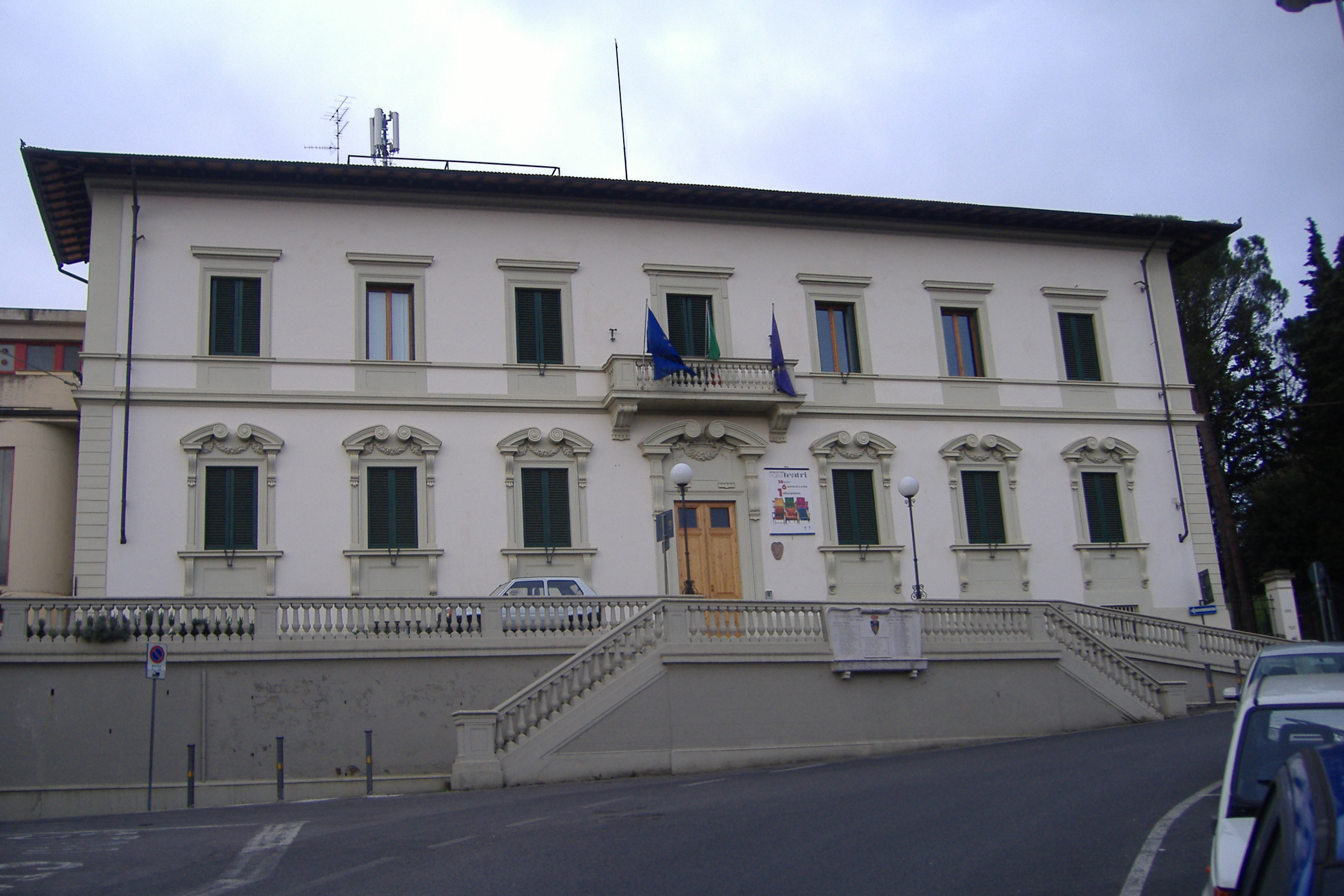